# Hietasaari (ö i Sysmä, Uitonsalmi)
Hietasaari är en ö i Päijännesjön i Finland. Den ligger i sjön Päijänne och i kommunen Sysmä i den ekonomiska regionen  Lahti  och landskapet Päijänne-Tavastland, i den södra delen av landet, 150 km norr om huvudstaden Helsingfors. Öns area är 5,9 hektar och dess största längd är 470 meter i öst-västlig riktning.